# Gonič smrti
Gonič smrti (izdan 1933.) je kolekcija 12 kratkih priča od spisateljice Agatha Christie.
Priče:
- ???? The Hound of Death
- 1924. The Red Signal
- 1925. The Fourth Man
- ???? The Gipsy
- ???? The Lamp
- 1926. Wireless (a.k.a. Where There's a Will)
- 1933. Svjedok optužbe
- 1933. The Mystery of the Blue Jar
- ???? The Strange Case of Sir Arthur Carmichael
- ???? The Call of Wings
- ???? The Last Seance (a.k.a. The Stolen Ghost)
- 1926. SOS

## Poveznice
- Gonič smrti  Arhivirana inačica izvorne stranice od 14. srpnja 2014. (Wayback Machine) na Agatha-Christie.net, najvećoj domaćoj stranici obožavatelja Agathe Christie